# Бойци за справедливост срещу арменския геноцид
Бойци за справедливост срещу арменския геноцид е арменска организация, действала в периода между 1975 и 1982 година. Целите които си поставят са признанието на арменския геноцид, както и създаването на независима Армения. Организацията престава да съществува след убийството на лидера им Авраам Асчян от турските специални служби през 1982 година.
Организацията е действала със структури в Европа и Северна Америка. Предприема нападения срещу турски дипломати - като официални представители на Турция, която не признава арменския геноцид. Има съмнения че организацията е поддържала връзки с партия Арменска революционна федерация.

## Акции
- октомври 1975 - убийство на турския посланик във Франция
- юни 1977 - убийство на турския посланик във Ватикана
- юни 1978 - нападения срещу автомобила на турския посланик в Испания
- октомври 1979 - убийство на сина на турския посланик в Нидерландия
- декември 1979 – убийство на турското аташе по туризма във Франция
- февруари 1980 - нападение над турския посланик в Швейцария
- август 1982 - убийство на турското военно аташе в Канада